# Taliánský marš
Taliánský marš (1982) je dobrodružný historický román pro mládež z doby potlačení protirakouského povstání v Itálii v letech 1848–1849, který napsal český spisovatel Jaroslav Pecháček v roce 1982.

## Obsah románu
Vypravěčem románu je osmnáctiletý venkovský chasník Vavřinec Neužil z Kosmatic, který v březnu roku 1847 jako čerstvý tovaryš tesařského řemesla odjíždí do Vídně pracovat v dílně mistra Lébla. Ve Vídni však zjistí, že Léblův podnik zbankrotoval, a tak se vydá do Terstu, kde si najde práci v loděnicích. 
Aby unikl vojenské službě, nechá se najmout na stavbu válečných lodí do Benátek, ale vojenští páni si jej na počátku roku 1848 najdou i tam. Vavřinec je odveden a zařazen do benátského pěšího pluku, kde potká svého kamaráda z dětství Vojtu Kopeckých, který se dal na vojnu z nešťastné lásky. Seznámí se s kurážným benátským klukem Luigim, obdivovatelem Garibaldiho a zamiluje se do jeho sestry Giny, služky v domě benátského obchodníka s obilím.
Pluk je poslán do okolí Milána, kde se shromažďovalo vojsko pod velením rakouského maršála Radeckého. Vavřinec se zúčastní neúspěšné snahy potlačit milánské povstání, dále obrany Verony, krvavého Radeckého vítězství v bitvě u Custozzy, tažení rakouského vojska na pomoc papeži, kterého římští republikáni zbavili světské moci a vyhnali z Říma, i obléhání měst Brescie a Boloně, při kterém je zraněn. 
Během těchto událostí se Vavřinec díky svému zdravému rozumu a vrozené přemýšlivosti venkovského mládence dopracuje k pochopení, jaké nespravedlivé věci v Itálii slouží. Kvůli zranění je propuštěn z armády a na jaře roku 1950 se i s Ginou, která se mezitím stala jeho ženou, vrací domů do Kosmatic, kde jako vojenský vysloužilec získá místo učitele a obecního písaře. 